# Laschamp-esemény
A Laschamp-esemény egy geomágneses kilengés, azaz a Föld mágneses mezejének rövid idejű megfordulása volt. Az esemény során a geomágneses pólusok felcserélődtek. Az esemény 42 200–41 500 évvel ezelőtt, az utolsó jégkorszak végén zajlott le. A franciaországi Clermont-Ferrand közelében található Laschamps és Olby lávafolyásokban talált geomágneses anomáliák vizsgálata során fedezték fel az 1960-as években.
A Laschamp-esemény volt az első ismert geomágneses kilengés, és az ismert geomágneses kilengések közül a mai napig a legalaposabban tanulmányozott.

## Az esemény és hatásai
Ezt a mágneses pólusváltást felfedezése óta a világ számos pontjáról származó geológiai mintákban kimutatták. A normál mágneses mezőből a megfordított mezőbe való átmenet körülbelül 250 évig tartott, majd a mágneses mező körülbelül 440 évig maradt megfordítva. Az átmenet során a Föld mágneses tere a jelenlegi erősségének 5%-ára csökkent, és a teljes megforduláskor a jelenlegi erősségének körülbelül 25%-át érte el. A geomágneses mező erősségének csökkenése azt eredményezte, hogy több kozmikus sugárzás érte el a Földet, ami a berillium-10 (10Be) és a szén-14 (14C) kozmogenikus izotópok nagyobb mértékű termelődését, az ózonréteg csökkenését és a Föld légköri keringésének megváltozását okozta.
A geomágneses védőpajzs elvesztése a feltételezések szerint hozzájárult az ausztrál megafauna kipusztulásához, a neandervölgyi ember kihalásához és a barlangművészet megjelenéséhez. A Laschamp-esemény és számos megafauna faj populációjának szűk keresztmetszete közötti ok-okozati kapcsolatra vonatkozó megerősítő bizonyítékok hiánya, valamint az esemény során bekövetkezett viszonylag mérsékelt radioizotópos változások azonban jelentős kétségeket ébresztettek a Laschamp-eseménynek a globális környezeti változásokra gyakorolt valódi hatásával kapcsolatban.
Mivel az esemény körülbelül 42 000 évvel ezelőtt történt, az időszakot Adams-eseménynek vagy Adams átmeneti geomágneses eseménynek nevezték el, tisztelegve Douglas Adams sci-fi író előtt, aki a Galaxis útikalauz stopposoknak című könyvében azt írta, hogy a „42” a válasz az életre, a világegyetemre és mindenre.

## Kutatások
Az Ausztrál Kutatási Tanács 2019-ben egy Új-Zélandon talált kaurifenyő elemzésére irányuló kutatást finanszírozott. A szénizotópos kormeghatározásból kiderült, hogy a fa 42 500-41 000 évvel ezelőtt élt, vagyis a Laschamp-esemény idején. A kutatók az ősi kauri fák vizsgálata során a növekedést követő évgyűrűk segítségével megmérték a Föld mágneses mezejének összeomlása által a légköri radiokarbonszintben okozott kiugrást, valamint annak pontos időpontját, így részletes feljegyzést készítettek a légköri radiokarbonszintről a Laschamp-kitörés során. A kutatók összehasonlították az így létrehozott időskálát a Csendes-óceán különböző pontjairól származó adatokkal, azt globális éghajlati modellezéshez használták, megállapítva, hogy az Észak-Amerikát borító jégtakarók és gleccserek növekedése, valamint a fő szélövek és trópusi viharrendszerek nagymértékű eltolódása az Adams-eseményre vezethető vissza.

## Fordítás
- Ez a szócikk részben vagy egészben  a   Laschamp event című angol Wikipédia-szócikk ezen változatának fordításán alapul.  Az eredeti cikk szerkesztőit annak laptörténete sorolja fel. Ez a jelzés csupán a megfogalmazás eredetét és a szerzői jogokat jelzi, nem szolgál a cikkben szereplő információk forrásmegjelöléseként.